# Le Monde fantastique d'Oz
Série
Le Magicien d'Oz
(1939)
Pour plus de détails, voir Fiche technique et Distribution.
Le Monde fantastique d'Oz ou Oz, le magnifique au Québec (Oz the Great and Powerful) est un film fantastique américain réalisé par Sam Raimi et sorti en 2013. Adaptation cinématographique du roman Le Merveilleux Pays d'Oz de Lyman Frank Baum publié en 1904, c'est une préquelle du film Le Magicien d'Oz sorti en 1939.
Le film commence lorsque Oscar Diggs, un petit magicien de cirque sans envergure à la moralité douteuse, est emporté à bord de sa montgolfière depuis le Kansas poussiéreux jusqu’à l’extravagant Pays d'Oz, il y voit la chance de sa vie. Tout semble tellement possible dans cet endroit stupéfiant composé de paysages luxuriants, de peuples étonnants et de créatures singulières, même la fortune et la gloire. Celles-ci semblent d’autant plus simples à acquérir qu’il peut facilement se faire passer pour le grand magicien dont tout le monde espère la venue. Seules trois sorcières, Théodora, Evanora et Glinda semblent réellement douter de ses compétences. Grâce à ses talents d’illusionniste, à son ingéniosité et à une touche de sorcellerie, Oscar va très vite se retrouver impliqué malgré lui dans les problèmes qu'affrontent Oz et ses habitants.
Bien qu'il ait reçu des critiques mitigées de la part des critiques, le film a connu un succès commercial, avec un chiffre d'affaires de plus de 493 millions de dollars dans le monde entier. Le film a remporté le Phoenix Film Critics Society Award du meilleur film familial d'action en direct et Mila Kunis a remporté le MTV Movie Award du meilleur méchant pour sa performance dans le rôle de la méchante sorcière de l'Ouest.

## Synopsis
1905. Oscar Diggs (« Oz » de son nom de scène) est un prestidigitateur cynique et immoral qui travaille dans un petit cirque du Kansas. Maître des illusions, il offre à chacune de ses « proies » une petite boîte à musique, qui est censée avoir appartenu à sa grand-mère (en réalité, il possède des dizaines de boîtes à musique identiques).
Après une représentation troublée par la demande d'une petite fille handicapée de pouvoir marcher, il reçoit la visite d'une de ses anciennes amantes qui lui annonce son prochain mariage avec un autre homme. Elle veut qu'il devienne un homme bon, ce à quoi il répond qu'il ne veut pas être un homme bon mais un grand homme. La conversation est interrompue car un colosse qui travaille au cirque apprend que sa femme a reçu des avances de Oscar. Ce dernier pour lui échapper, n'a d'autre choix que de se précipiter à bord d'une montgolfière prête au départ avec sa valise contenant ses accessoires de magicien. Mais alors, une tornade arrive et l'emporte. Terrifié, il supplie le ciel de l'épargner et promet de changer de conduite s'il en réchappe.
À cet instant, il entre dans un pays luxuriant à la flore très différente de celle qu'il connaissait. Son ballon tombe dans un lac. Il en sort et est accueilli par une jeune femme nommée Théodora, qui se dit être une sorcière. Il plaisante sur son absence de balai. Théodora lui apprend le nom du pays dans lequel ils se trouvent : Oz. Le roi de ce pays a été empoisonné par sa fille, la « Méchante Sorcière » ; mais une prophétie dit qu'un magicien venu d'ailleurs viendra, la chassera et deviendra roi du pays d'Oz. Théodora pense qu'Oscar est le magicien. Bien que conscient que ce n'est pas la vérité, Oscar se garde de la détromper : il y a un royaume et un trésor à la clef.
C'est alors que le duo est attaqué par des singes volants, les troupes d'élite de la « Méchante Sorcière » ; après leur avoir échappé (grâce à une diversion provoquée par Oscar avec une colombe, ce qui renforce la conviction de Théodora que Oscar est effectivement le magicien tant attendu), ils se réfugient dans une clairière pour la nuit ; là, Oscar offre à la sorcière une boîte à musique. Touchée par ce cadeau, elle tombe peu à peu amoureuse de Oscar. Ils dansent au son de la musique, puis s'embrassent. Le lendemain matin, ils se mettent en marche vers la Cité d'Émeraude, capitale du Pays d'Oz ; en chemin, Oscar sauve Finley, un singe volant de l'attaque d'un lion grâce à une de ses farces-et-attrapes dont il se servait dans son cirque du Kansas et qui effraie le félin (nous pouvons supposer qu'il s'agit là du lion peureux du Magicien d'Oz). Finley est différent des singes de la « Méchante Sorcière » : il est petit, pacifique et attachant. Il décide de se mettre au service du magicien et lui jure fidélité.
Arrivés devant la cité d'Émeraude, Théodora part devant pour annoncer l'arrivée du Magicien à la population. Alors seulement, Oscar révèle à Finley qu'il n'est pas le magicien ; Finley est furieux mais tenu par son serment. Oscar fait alors son entrée dans la Cité d'Émeraude où il est accueilli par Evanora, sœur de Théodora, qui lui apprend qu'il ne pourra rentrer en possession de son héritage que lorsqu'il aura vaincu la méchante sorcière. Pour ceci, il faut briser sa baguette. Oscar et Finley se mettent alors en marche sur la Route de brique jaune vers le territoire de la « Méchante Sorcière », le pays Quadling, au Sud du pays d'Oz.
Au pays Quadling, ils arrivent dans une ville en porcelaine en ruine : les singes volants y sont passés. Oscar y découvre une fillette en porcelaine qui a les jambes littéralement cassées. Oscar les répare avec « de la magie en boîte » (de la colle); il se rend alors compte que ses talents d'illusionniste peuvent le faire passer pour un vrai magicien aux yeux de la population en attente d'un sauveur. La fillette se joint au groupe. Ils arrivent dans la Sombre Forêt où s'est réfugiée la « Méchante Sorcière » et réussissent à lui voler sa baguette. Mais au moment de la briser la sorcière fait irruption dans leur dos ! Elle se fait alors connaitre comme Glinda, la Bonne Sorcière du Sud, et est bel et bien la fille du roi empoisonné. Elle leur apprend qu'elle est innocente, et que la véritable « Méchante Sorcière » qui a assassiné son père est Evanora. Mais à cet instant, cette dernière qui observait la situation par l'intermédiaire de sa boule de cristal, lance contre le groupe ses troupes de choc : les singes volants et ses gardes. Le groupe s'échappe et se réfugie au palais de Glinda grâce à des bulles de savon géantes que cette dernière a façonné, tout au Sud du pays Quadling.
Evanora manipule Théodora en exhibant une boite à musique identique à la sienne (qu'elle a fabriquée par magie); elle veut faire croire à Théodora que le magicien l'a délaissée et ne l'a jamais aimée. Elle appuie ceci en montrant par sa boule de cristal Oscar et Glinda ensemble. Folle de douleur et avide de vengeance, Théodora accepte de manger une pomme qui la transforme en son côté sombre : une nouvelle « Méchante Sorcière » est née. Pendant ce temps, Glinda demande à Oscar de préparer une armée pour combattre les forces de la « Méchante Sorcière » ; mais les Quadlings, Munchkins (habitants de Munchkinland à l'Est d'Oz) et leurs alliés les Ferblantiers (habiles à travailler le fer) ne savent pas se battre : ils n'en ont pas le droit.
Théodora arrive soudain et révèle sa nouvelle apparence à Oscar. Il ne comprend pas. Elle menace de le tuer ainsi que tous ses alliés. Puis elle s'en va en s'envolant sur un balai (en référence à une boutade de Oscar sur le fait qu'elle n'avait pas de balai). Oscar décide de partir mais Glinda veut que le magicien aille border la petite fille de porcelaine. La petite fille demande s'il peut exaucer les vœux et explique que l’ancien roi pouvait exaucer les vœux. Mais Oscar explique qu’il n’est pas capable d’exaucer les vœux. Il raconte à la petite fille de porcelaine les exploits de Thomas Edison, qu'il présente comme le plus grand magicien de son pays d'origine, ce qui lui fait réaliser que ses talents peuvent leur donner la victoire. Il décide alors d'élaborer une stratégie pour reprendre la cité d'Émeraude ; la chose ne sera pas facile car la Méchante Sorcière dispose de centaines de singes volants auxquels s'ajoutent une armée de soldats Winkies (du pays Winkie, à l'Ouest d'Oz).
L'armée du Magicien et de Glinda décide de débuter l'offensive en passant par un champ de fleurs rouges qui longe la cité d'Émeraude dont le parfum provoque un sommeil « éternel ». Peu avant l'arrivée de leur armée, Oscar, Finley et quelques fidèles mucnhkins pénètrent clandestinement dans la cité avec une calèche renfermant du matériel d'illusionniste. Arrivés devant la cité d'Émeraude, Glinda crée une brume qui couvre le champ de fleurs. Du haut de la cité, Evanora et Théodora distinguent les silhouettes d'une armée qui profite de la brume pour avancer. Elles envoient aussitôt leurs singes volants qui attaquent avec fureur l'armée ennemie... avant de s'apercevoir que cette « armée » n'est composée que de mannequins en bois et en paille. C'est à ce moment précis que le brouillard se dissipe et que les singes tombent tous endormis, à l'exception de deux d'entre eux qui capturent Glinda et l'emmènent dans la cité d'Émeraude ; elle a néanmoins fait tomber sa baguette qui est alors récupérée par la petite fille de porcelaine.
Dans la cité, Oscar abandonne ses compagnons pour pénétrer dans la salle du trésor afin de le piller et de s'enfuir avec un ballon fabriqué par les ferblantiers. Mais Théodora le voit faire. Pendant ce temps, la foule s'assemble devant le palais royal en pleine nuit pour assister à l'exécution de Glinda. Théodora fait alors irruption et montre à tous le ballon du magicien. Elle l'accuse d'être un imposteur et lance une boule de feu sur le ballon qui s'écrase sur la place enfumée devant le palais. Tout le peuple est triste de la mort d’Oscar. Finley, les yeux en larmes, arrive sur les lieux du crash mais un garde arrive à côté de lui et le garde n'est nul autre qu'Oscar qui n'est pas monté dans le ballon pour faire croire à sa mort.
Il se rend alors dans la calèche (en réalité une salle où il pourra procéder aux illusions) et, grâce à un hologramme, fait apparaître son visage dans le feu créé par le crash du ballon à la stupeur de la population. Sa voix (amplifiée par un mégaphone) est impressionnante et Oscar prétend que sa mort n'était que la disparition de son corps physique et que cela aura permis sa métamorphose en sa forme toute-puissante d'« Oz le Grand et Tout-Puissant ». Ni les hallebardes des Winkies, ni les boules de feu des sorcières ne peuvent le détruire. L'illusion est tellement réussie que même les sorcières sont convaincues (sauf Glinda qui connaît le plan). Oscar passe à la phase suivante : il déclare qu'il va faire « exploser les étoiles » (en réalité des feux d'artifice tirés par les Munchkins en dehors de la cité). La foule, impressionnée, acclame son nouveau roi. Evanora essaye de s’enfuir et pénètre dans le château par une colonne. Théodora s'enfuit après avoir refusé les offres de paix du Magicien vers le pays Winkie, à l'Ouest, devenant la fameuse Méchante Sorcière de l'Ouest. Pendant ce temps, Evanora se réfugie dans son palais où elle est accueillie par Glinda (libérée par la petite fille en porcelaine qui lui a restitué sa baguette). Après un combat acharnée, Glinda arrache le pendentif magique d'Evanora, révélant son vrai visage : une face laide et boursouflée. Evanora est bannie d'Oz et s'enfuit grâce aux deux singes volants vers Munchkinland, à l'Est. Elle devient la Méchante Sorcière de l'Est.
Le lendemain, « Oz le Tout-Puissant » déclare libre le peuple d'Oz. Désormais, à chaque fois qu'un visiteur voudra l'approcher, il aura l'apparence qu'il avait au soir de la libération : un gigantesque visage dans une fumée épaisse. Il offre une famille à la petite fille en porcelaine, son amitié à Finley et divers autres cadeaux à d'autres alliés. Puis il emmène Glinda derrière le rideau ; quand il lui dit qu'il est enfin devenu un grand homme, celle-ci lui répond qu'il est devenu bien plus : un homme bon. Le Magicien et Glinda s'embrassent avec passion et le film s'achève lorsque retentit la trompette du chambellan munchkin.

## Fiche technique
- Titre original : Oz the Great and Powerful
- Titre français : Le Monde fantastique d'Oz
- Titre québécois : Oz, le Magnifique
- Réalisation : Sam Raimi
- Scénario : Mitchell Kapner et David Lindsay-Abaire, d'après Le Magicien d'Oz de L. Frank Baum
- Musique : Danny Elfman
- Direction artistique : Robert Stromberg
- Décors : Todd Cherniawsky
- Costumes : Gary Jones
- Photographie : Peter Deming
- Montage : Bob Murawski
- Production : Joe Roth
- Sociétés de production : Roth Films et Walt Disney Pictures
- Société de distribution : Walt Disney Studios Motion Pictures
- Budget : 215 000 000 de dollars
- Pays de production :  États-Unis
- Langue originale : anglais
- Format : couleur et noir et blanc - 2,35:1 et 1,33:1 (scènes d'introduction) - Son : SDDS - Datasat - Dolby Digital
- Genre : fantasy, aventures
- Durée : 130 minutes
- Dates de sortie[1] : 
  - États-Unis : 8 mars 2013
  - France : 13 mars 2013

## Distribution

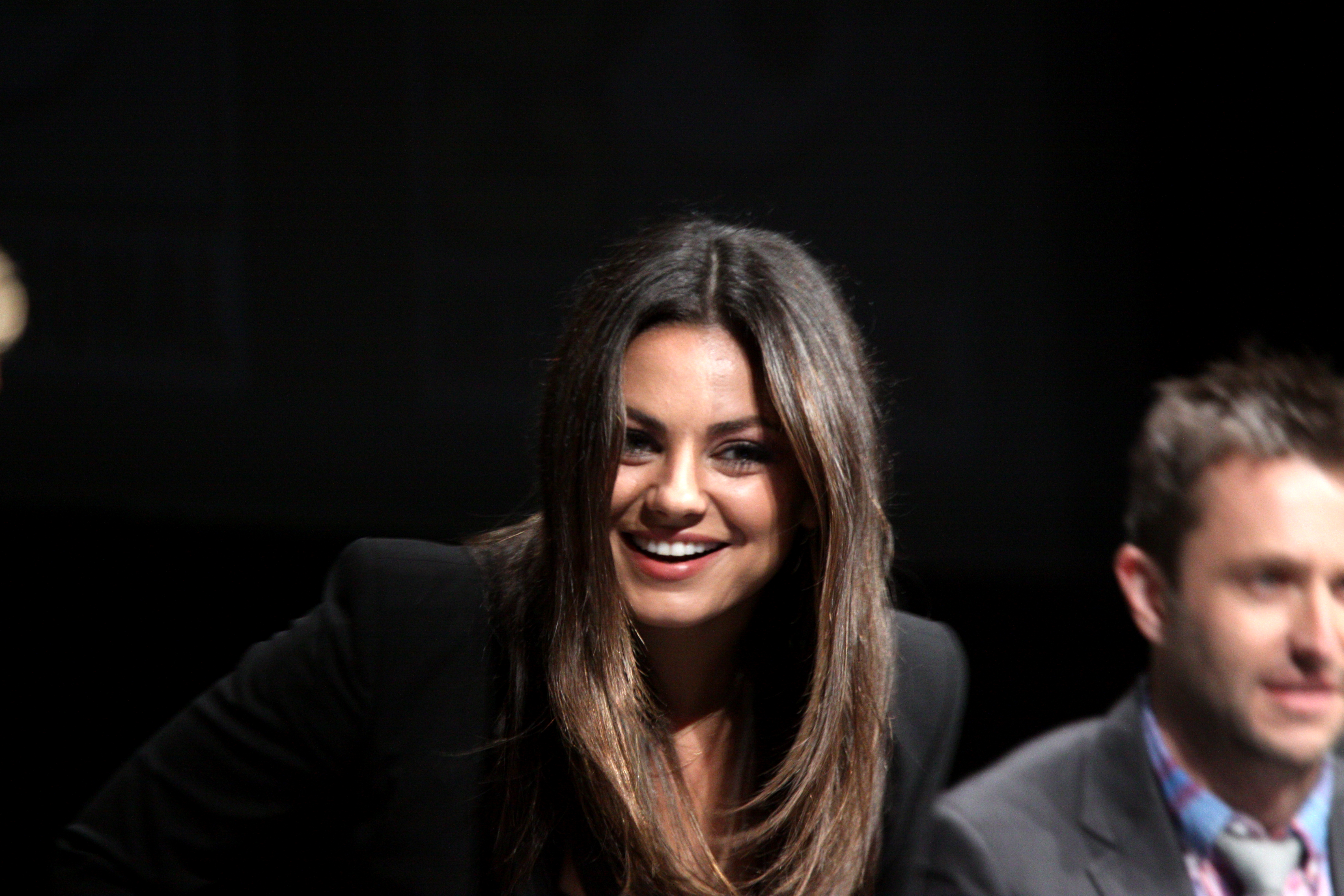
Mila Kunis interprète Théodora.

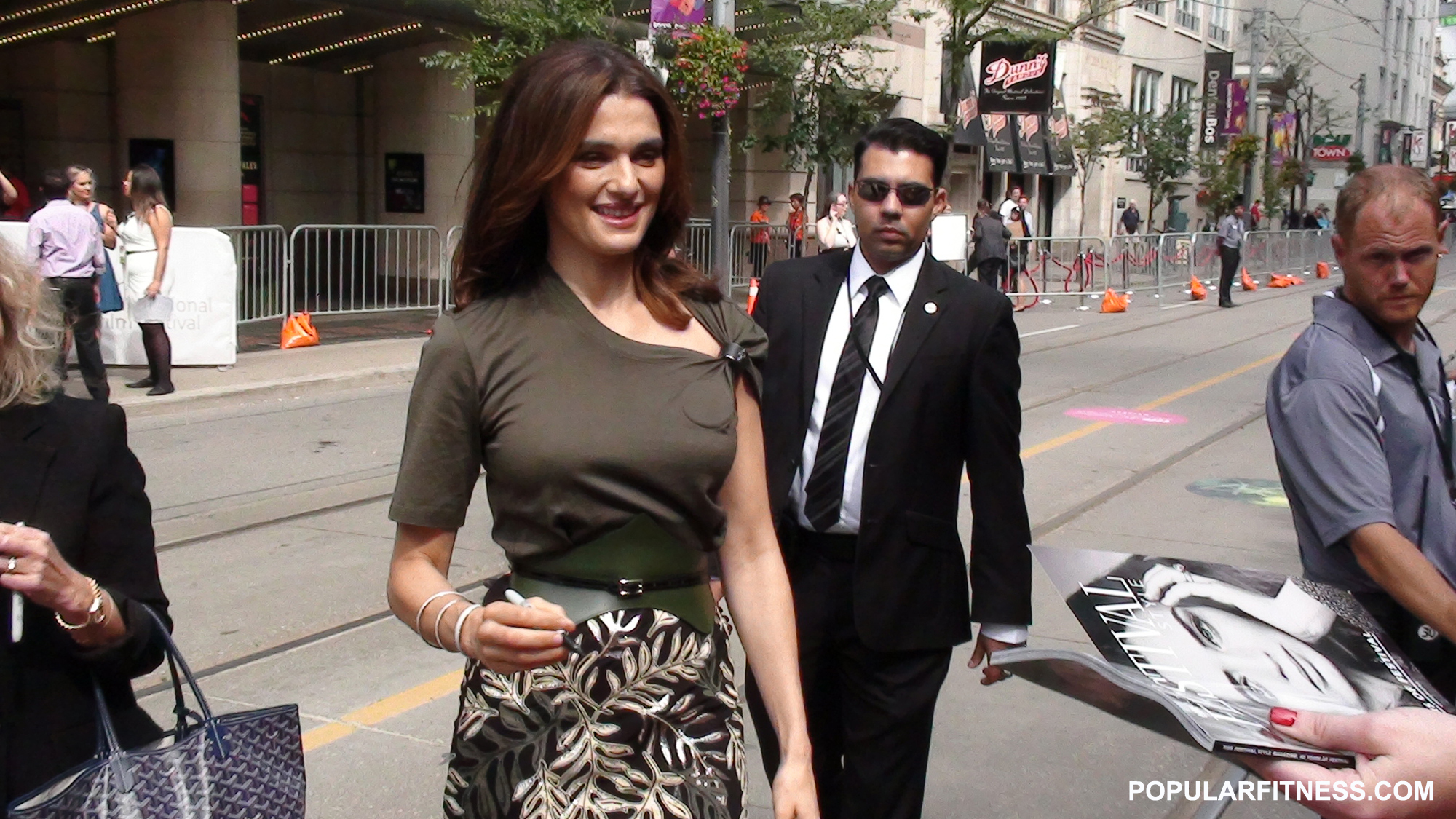
L'actrice Rachel Weisz incarne Evanora.

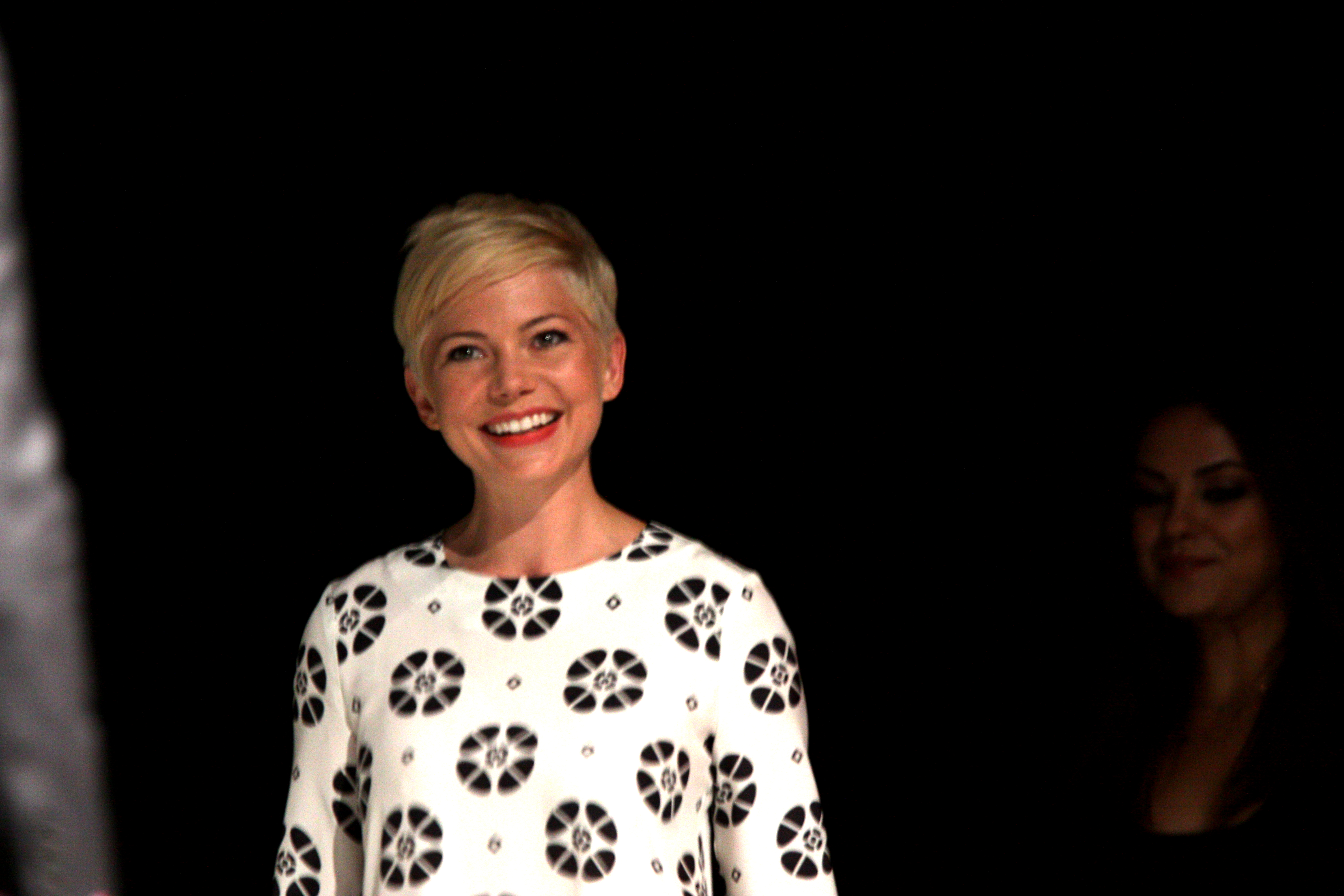
L'actrice Michelle Williams joue Glinda.

- James Franco (VF : Anatole de Bodinat ; VQ : Martin Watier) : Oscar Diggs / le Magicien d'Oz
- Mila Kunis (VF : Marjorie Frantz ; VQ : Camille Cyr-Desmarais) : Théodora, la Méchante sorcière de l'Ouest
- Rachel Weisz (VF : Danièle Douet ; VQ : Pascale Montreuil) : Evanora, la Méchante sorcière de l'Est
- Michelle Williams (VF : Valérie Siclay ; VQ : Kim Jalabert) : Annie / Glinda, la Gentille Sorcière du Sud
- Zach Braff (VF : Alexis Tomassian ; VQ : Hugolin Chevrette-Landesque) : Frank / Finley
- Bill Cobbs (VF : Saïd Amadis ; VQ : Vincent Davy) : le maître ferblantier
- Joey King (VF : Alice Orsat) : la petite fille en fauteuil roulant / Violette, la petite fille de porcelaine
- Tony Cox (VF : Christophe Peyroux ; VQ : Manuel Tadros) : Knuck
- Stephen Hart : le général Winkie
- Abigail Spencer (VF : Hélène Bizot ; VQ : Ariane-Li Simard-Côté) : May
- Bruce Campbell : le Winkie gardien du portail
- Ted Raimi : Skeptic / Bricoleur
- Tim Holmes : l'homme fort

Source et légendes : Version française (VF) sur AlloDoublage et Version québécoise (VQ) sur Doublage Québec

## L’univers de L. Frank Baum
Oz le Grand et Puissant présente plusieurs allusions artistiques, hommages et parallèles techniques aux romans de Baum et au film de MGM de 1939, Le Magicien d'Oz.
Comme dans le film de 1939, le film commence avec le Kansas en noir et blanc, passant plus tard à la couleur quand Oscar arrive à Oz, Glinda voyage dans des bulles géantes et elle embrasse le front d'Oscar pour le protéger, et la ville d'émeraude est en fait émeraude ; dans le roman, la bonne sorcière du Nord embrasse Dorothy Gale dans le front et les personnages portent des lunettes teintées pour faire paraître la ville émeraude, bien que pendant la séquence de préparation de bataille, Oscar puisse être vu portant des lunettes d'émeraude. Le visage d'Oscar est utilisé comme image projetée du Magicien ; dans le roman, il apparaît comme une tête géante, une belle fée, un monstre horrible et une boule de feu. Le look vert emblématique de la méchante sorcière de l'Ouest est plus proche de son regard dans le film de 1939, car la sorcière est un court crone à un œil dans le roman. Les méchantes sorcières, Theodora et Evanora, toutes deux sans nom dans le roman, sont dépeintes comme des sœurs, une idée qui est née dans le film de 1939. Aussi du film de 1939, plusieurs acteurs qui jouent les personnages d'Oz font des camées dans les segments du Kansas, comme Frank, l'assistant d'Oscar qu'il appelle son "singe entraîné" (l'homologue "Oz" de Frank est le singe ailé Finley), une jeune fille handicapée qui sert d'la du Kansas à China Girl (au Kansas, Oscar est incapable de faire marcher la jeune fille en fauteuil roulant, et a la chance de le faire lorsqu'il répare les jambes cassées de China Girl), et Annie qui inspire Oscar à être une bonne et grande personne (l'la homologuen homologue "Oz" d'Annie, Glinda une meilleure personne) l'informe qu'elle a été proposée par John Gale, faisant probablement allusion à la lignée parentale de Dorothy alors qu'on voit Annie portant une robe vichy, un modèle célèbrement associé à Dorothy. Les noms des parents de Dorothy ne sont pas mentionnés dans le livre de Baum, mais les parents d'Ellie Smith sont nommés John et Ann dans le roman raconté Le Magicien de la ville d'émeraude d'Alexandre Volkov.
D'autres personnages référencés comprennent l'épouvantail, qui est construit par les habitants de la ville comme tactique de peur ; le Bûcheron d'étain, dont le créateur est le Maître Tinker qui peut construire "n'importe quoi", dans le roman, la méchante sorcière de l'Est a enchanté un bûcheron local pour couper ses membres, les remplaçant par de l'étain creux ; et le lion qui attaque Finley, une référence au Lion lâche. De même, diverses autres races et espèces d'Oz sont représentées en plus des Munchkins ; les Quadlings, les habitants de la poupée de porcelaine de Dainty China Country, les Winkies (qui sont devenus devenus pas nommées dans le film de 1939), les babouins ailés (au lieu de singes ailés ailésées dans les ») qui changent de couleur De même, Glinda est désignée par son titre dans le roman (la Bonne Sorcière du Sud), contrairement au film de 1939, où le titre de son personnage est "Bonne Sorcière du Nord" (en raison de la fusion de son personnage avec la Bonne Sorcière du Nord). Glinda est également la fille du défunt roi d'Oz, bien que dans les romans, Ozma soit la fille du roi et Glinda soit son protecteur. Evanora, la méchante sorcière de l'Est, porte un collier émeraude qui lui donne des pouvoirs au lieu de chaussures magiques (qui sont en argent dans le roman et en rubis dans le film de 1939) portées plus tard par Dorothy. Les origines de la méchante sorcière de l'Ouest ne sont pas expliquées dans le roman de Baum, mais les origines de Théodora sont empruntées au livre de Gregory Maguire Wicked. Theodora et Elphaba sont de une méchante sorcière après avoir appris la corruption du sorcier (bien que dans Wicked, Oscar soit le père d'Elphaba), leurs peaux changent de vert, Theodora de manger une pomme verte et Elphaba d'une bouteille contenant une drogue verte dont sa mère a bu avant de lui donner naissance. Les larmes de Théodora laissent des cicatrices semblables à des stries sur son visage, reflétant sa faiblesse à l'eau dans l'histoire originale. Oscar est dépeint comme un escroc féminin du Kansas plutôt que comme un "humbug" maladroit d'Omaha, au Nebraska, dans le roman ; dans le film de 1939, le Magicien est du Kansas, bien que la montgolfière qu'il laisse indique "Omaha State Fair" dessus. De plus, Oz est présenté comme un lieu réel comme il l'est dans le roman, et non comme un rêve possible comme l'indique le film de 1939.

### L'histoire de Disney avecOz
Après le succès de Blanche-Neige et les sept nains en 1937, Walt Disney a prévu de produire un film d'animation basé sur le premier des livres d'Oz de L. Frank Baum. Cependant, Roy O. Disney, le président de Walt Disney Productions, a été informé par la succession de Baum qu'ils avaient vendu les droits du film du premier livre à Samuel Goldwyn, qui l'a revendu à Louis B. Mayer en 1938. Ironiquement, le film a été approuvé en raison du succès de Blanche-Neige. Le projet a ensuite été développé par Metro-Goldwyn-Mayer dans l'adaptation musicale bien connue qui a été publiée l'année suivante.
En 1954, lorsque les droits cinématographiques des treize livres restants d'Oz de Baum ont été mis à disposition, Walt Disney Productions les a acquis pour les utiliser dans la série télévisée Disneyland de Walt Disney, ce qui a conduit au film d'action réelle proposé The Rainbow Road to Oz, qui a été abandonné et n'a jamais été achevé. L'histoire de Disney avec la série Oz s'est poursuivie avec le film Oz, un monde extraordinaire de 1985, qui a mal performé, à la fois critique et commercialement, mais a développé un culte depuis sa sortie par les fans des livres qui le considéraient comme une adaptation plus fidèle aux livres d'Oz que le classique de 1939. Après le Retour à Oz, Disney a perdu les droits cinématographiques sur les livres d'Oz et ils sont ensuite revenus au domaine public. En 2005, Disney a produit le téléfilm The Muppets' Wizard of Oz qui a été diffusé sur son réseau ABC.

## Production

### Développement
Lors de la sortie de la comédie musicale Wicked, le scénariste Mitchell Kapner a estimé qu'il avait raté l'occasion d'explorer les origines du personnage du Magicien d'Oz. En 2009, il a rencontré le producteur Joe Roth qui a refusé ses idées actuels et lui a demandé s'il avait d'autres. Kapner, qui avait lu la série Oz à ses enfants, a décrit les intrigues des livres. Roth l'a arrêté sur le sixième livre, La ville d'émeraude d'Oz, qui avait une partie de l'histoire du sorcier.
Kapner et le co-scénariste Palak Patel ont été refusés par Sony Pictures Entertainment avant que le projet ne soit mis en place chez Walt Disney Pictures en 2009. Le président de Disney, Sean Bailey, a commandé Le Monde fantastique d'Oz (sous le titre de travail "Brick") pendant le mandat du président Dick Cook, qui a été remplacé par Rich Ross, et plus tard par Alan Horn, une succession en gestion qui a rarement survécu à une sortie majeure en studio. David Lindsay-Abaire a ensuite été embauché pour faire une réécriture.
Roth aurait annoncé que Robert Downey Jr. pour le rôle-titre du Magicien. Sam Raimi a été embauché pour diriger en 2010 à partir d'une liste restreinte comprenant Sam Mendes et Adam Shankman. En janvier 2011, Downey a refusé le rôle et il a été offert à Johnny Depp, qui avait précédemment collaboré avec le studio dans Pirates des Caraïbes et Alice au pays des merveilles. Depp a aimé le rôle, mais était déjà engagé dans Lone Ranger : Naissance d'un héros. En février, James Franco a accepté 7 millions de dollars pour jouer dans le film, cinq mois avant le début du tournage. Franco et Raimi avaient déjà travaillé ensemble sur la trilogie Spider-Man, dans laquelle Franco jouait le meilleur ami de Peter Parker, Harry Osborn. Franco a reçu une formation pour le rôle du magicien Lance Burton.
Kapner a adapté le personnage du Magicien des romans pour conceptualiser une histoire originale, et Raimi a veillé à ce que le film « nod lovingly » au film de 1939 en y insérant des références et des hommages.
Disney voulait réduire le budget de production du film à 200 millions de dollars. Des appels de casting ont été lancés pour les acteurs locaux du Michigan.

### Tournage
Le tournage commence le 25 juillet 2011, aux Raleigh Michigan Studios à Pontiac, à l'aide de caméras 3D. Au début du film a été filmé en plein écran 1,33:1, et en écran large de 2,40:1. L'audio passe du monarque à la stéréo et éventuellement au son surround.
Raimi a choisi d'utiliser des décors pratiques en conjonction avec CGI pendant le tournage. Les décors physiques ont été construits de manière que les acteurs puissent avoir une référence visuelle, au lieu d'utiliser la technologie d'écran vert pour chaque scène. Le compositing de touches chromatiques n'a été utilisé que pour les pièces d'arrière-plan. Zach Braff et Joey King étaient sur le plateau, enregistrant leurs dialogues simultanément avec les autres acteurs, chaque fois que leurs personnages CGI étaient présents dans une scène. La marionnette a été utilisée pour une version physique de la China Girl afin de servir de point clé visuel pour les acteurs à manipuler. Braff portait une combinaison de capture de mouvement bleue pour créer les mouvements de Finley et avait une caméra près de son visage pour que les séquences de vol obtiennent des mouvements faciaux.
Le directeur artistique Robert Stromberg, qui a travaillé sur Avatar et Alice au pays des merveilles, s'est inspiré des films de Frank Capra et James Wong Howe pour réaliser le design Art déco qu'il avait imaginé pour la ville d'émeraude. Stromberg a comparé les qualités tonales colorées d'Oz à l'apparence retenue d'Alice, affirmant que bien que les deux films explorent des mondes fantastiques similaires, l'atmosphère et le paysage généraux de chacun "sont complètement différents". En 2011, Stromberg et son équipe ont visité les archives de Walt Disney pendant la phase de pré-production pour référencer l'art de production des films d'animation de Disney tels que Pinocchio, Bambi, Fantasia, Cendrillon, La Belle au bois dormant, Alice au pays des merveilles et Blanche-Neige et les sept nains, en s'inspirant de dessins et de textures afin de donner à certains décors du film un clin d'œil affectueux au style Disney. Le costumier Gary Jones s'est concentré sur l'authenticité avec ses conceptions de garde-robe : "Nous avons commencé par faire beaucoup de recherches et avoir des idées sur les façons dont (costumes) devraient ressembler afin d'être (historiquement précis), mais au fur et à mesure, nous avons vraiment commencé à créer un tout nouveau monde.
Bien que le film soit une préquelle spirituelle du film de 1939, il n'était pas légalement autorisé à être considéré comme tel. Les cinéastes ont dû faire une fine ligne entre rappeler le film à l'esprit et ne pas l'enfreindre. À cette fin, Disney avait un expert en droit d'auteur sur le plateau pour s'assurer qu'aucune violation n'a eu lieu. L'équipe de production a travaillé sous la contrainte de respecter les stipulations énoncées par Warner Bros., le propriétaire légal des droits sur les éléments emblématiques du film de 1939 (par l'intermédiaire de sa société sœur Turner Entertainment qui a acheté la cinémathèque MGM en 1986), y compris les pantoufles rubis portées par Judy Garland. Par conséquent, Disney n'a pas été en mesure de les utiliser ni aucune ressemblance de personnage original du film de 1939. Cela s'étendait au vert de la peau de la méchante sorcière pour laquelle Disney a utilisé ce que son service juridique considérait comme une nuance suffisamment différente surnommée "Theostein" (un portmanteau de "Theodora" et "Frankenstein"). De plus, le studio ne pouvait pas utiliser le grain de beauté au menton, signature du portrait de Margaret Hamilton de la méchante sorcière de l'Ouest et il ne pouvait pas non plus utiliser la conception de tourbillon de la route en briques jaunes pour Munchkinland. L'expert a également veillé à ce que la ville d'émeraude n'était pas trop proche de la ville d'émeraude originale dans le film de 1939.
Bien que Warner et Disney ne se soient pas engagés dans une bataille pour le droit d'auteur, ils ont déposé des marques rivales. En octobre 2012, Disney a déposé une marque de commerce sur "Oz the Great and Powerful" tandis qu'une semaine plus tard, Warner a déposé ses propres marques de commerce pour "The Great and Powerful Oz". Les États-Unis L'Office des brevets et des marques a suspendu la tentative de Warner d'obtenir une marque de commerce parce que Disney avait déposé fondamentalement la même chose une semaine plus tôt.
En plus des questions juridiques, le film a également été confronté à des retards lorsque plusieurs membres de la distribution ont été interrompus en raison d'engagements et de circonstances sans rapport. Rachel Weisz est partie à mi-chemin du tournage pour filmer tout son rôle dans Jason Bourne : L'Héritage, Michelle Williams a dû promouvoir la sortie de My Week with Marilyn et le père de Franco est décédé pendant la production. Roth a comparé la tâche de gérer les horaires qui se chevauchent à "être un contrôleur de la circulation aérienne" Le maquillage et les prothèses de Mila Kunis ont été supervisés par Greg Nicotero et ont exigé quatre heures pour appliquer et une autre heure pour s'enlever, Kunis prenant près de deux mois pour se remettre complètement de l'enlèvement ultérieur du maquillage de sa peau. Raimi a dû éditer la nature effrayante de plusieurs scènes pour obtenir le PG souhaité de Disney de la MPAA. Sony Pictures Imageworks a été engagé pour créer les effets visuels du film.
Le tournage s'est achevé le 23 décembre 2011.

### Musique
En juin 2011, le compositeur Danny Elfman a été choisi pour composer le film malgré le fait qu'Elfman et Raimi soient tombés sur Spider-Man 2 et Elfman ayant déclaré qu'ils ne travailleraient plus jamais ensemble. Il a noté que la partition du film était accessible et rapide à produire, la majorité de la musique ayant été écrite en six semaines. En ce qui concerne la qualité tonale de la partition, Elfman a déclaré : "Nous allons adopter une approche à l'ancienne, mais pas consciemment démodée. Que le mélodrame soit mélodrame, que tout soit ce qu'il est. Je pense aussi qu'il y a l'avantage que je suis capable d'écrire de manière narrative, et quand je suis capable d'écrire narrativement, je peux aussi aller plus vite parce que c'est mon instinct naturel, je peux raconter une histoire dans la musique."

## Sortie et accueil

### Critique
Dans l'ensemble, le film obtient un accueil positif. Sur le site d'Allociné le film obtient des critiques positives. La presse lui donne une moyenne de 3,5/5 basé sur 18 critiques presse. Les spectateurs lui donne une moyenne de 3,2/5. Sur le site d'IMDb le film obtient la note de 6,4/10. Sur le site de Metacritic le film obtient un Metascore de 44/100 basé sur 42 avis. Le site de Rotten Tomatoes lui donne un taux d'approbation de 56% basé sur 273 votes.

### Box-office
| Pays               | Box-office        | Classement 2013 |
| ------------------ | ----------------- | --------------- |
| International      | 493 311 825 $     | 13e             |
| États-Unis/ Canada | 234 911 825 $     | 10e             |
| France             | 1 592 409 entrées | 32e             |
| Suisse             | 88 356 entrées    | 41e             |

## DVD et Blu-ray
- Sortie  États-Unis : 11 juin 2013
- Sortie  France : 17 juillet 2013

|               | Chiffres Ventes Estimés | Recettes     | Classement 2013 |
| ------------- | ----------------------- | ------------ | --------------- |
| DVD           | 1 385 000               | 26 074 438 $ | 30e             |
| Blu-Ray       | 870 000                 | 24 248 900 $ | 28e             |
| Total combiné | 2 255 000               | 50 323 338 $ | 30e             |

N.B. : Grâce à ces recettes DVD et Blu-Ray uniquement sur le territoire américain avec plus de 50 millions de dollars, le film est devenu totalement rentable en totalisant avec ses recettes cinématographiques 543 635 163 $, pour un budget de production de 215 millions de dollars[réf. nécessaire].

## Distinctions

### Récompenses
- Alliance of Women Film Journalists Awards 2013 : suite ou remake qui n'aurait pas dû être réalisé (ex-æquo avec Carrie : La Vengeance)
- Phoenix Film Critics Society Awards 2013 : meilleur film de famille
- La chanson Almost Home issue de la bande originale est chantée par Mariah Carey. Le vidéoclip réalisé par David Lachapelle, remporte un World Music Awards pour la meilleure vidéo de l'année[9].

### Nominations
- Satellite Awards 2014 :
  - Meilleure direction artistique
  - Meilleurs costumes
  - Meilleurs effets visuels

## Autour du film
- La première mondiale du film a eu lieu au El Capitan Theatre à Hollywood le 14 février 2013[10].
- Le 5 mars 2013, Disney Mobile Games et Imangi Studios déclinent Temple Run sur le thème du Monde fantastique d'Oz[11]